# Kauwboy
Kauwboy is een Nederlandse jeugdfilm uit 2012, geregisseerd en mede geschreven door Boudewijn Koole. 

## Synopsis
De film gaat over de tienjarige jongen Jojo die na de scheiding van zijn ouders bij zijn driftige vader woont. Hij sluit vriendschap met een kauw. Uiteindelijk komen Jojo en zijn vader dichter bij elkaar.

## Rolbezetting
- Rick Lens als Jojo
- Loek Peters als Ronald
- Ricky Koole als July
- Susan Radder als Yenthe
- Cahit Ölmez als Deniz

## Release en ontvangst
Kauwboy ging op 11 februari 2012 in wereldpremière op het filmfestival van Berlijn en won er de Glazen Beer voor beste jeugdfilm. In 2013 werd de film op datzelfde filmfestival uitgeroepen tot beste Europese jeugdfilm van 2012. De film werd geselecteerd als Nederlandse inzending voor de beste niet-Engelstalige film voor de 85ste Oscaruitreiking maar werd niet genomineerd. 